# Monobeloides stuarti
Monobeloides stuarti är en insektsart som beskrevs av Ramos 1979. Monobeloides stuarti ingår i släktet Monobeloides och familjen hornstritar. Inga underarter finns listade i Catalogue of Life.